# قشلاق جديد (قشلاق أهر)
قشلاق جدید (بالفارسية: قشلاق جدید) هي منطقة سكنية تقع في إيران في قسم قشلاق الریفي. يقدر عدد سكانها بـ 52 نسمة .